# 大島弘夫
大島 弘夫（おおしま ひろお、1903年〈明治36年〉11月25日 - 1953年〈昭和28年〉10月4日）は、日本の内務官僚。官選青森県知事。

## 経歴
石川県金沢市長町出身。第八高等学校（現・名古屋大学）を首席で卒業。1925年11月、高等試験行政科試験に合格。1926年、東京帝国大学法学部法律学科を卒業。内務省に入省し新潟県属となる。
以後、富山県書記官・警察部長、軍事保護院事務局長、総力戦研究所員、内閣参事官などを歴任。
1944年8月、青森県知事に就任。戦時下の食糧増産に尽力。1945年4月、内務省管理局長に転任。内務省調査官、大臣官房調査部長を歴任。1946年1月に退官。その後、公職追放となった。追放中の1948年、兵器処理委員会に関する問題で衆議院不当財産取引調査特別委員会に証人喚問された。1951年、追放解除。

## 栄典
外国勲章佩用允許
- 1940年（昭和15年）1月18日 - 満州国：勲五位柱国章（中国語版）[6]